# Colonia Julia y Echarren
Colonia Julia y Echarren är en ort i Argentina.   Den ligger i provinsen Río Negro, i den södra delen av landet, 700 km sydväst om huvudstaden Buenos Aires. Colonia Julia y Echarren ligger 78 meter över havet och antalet invånare är 936.
Terrängen runt Colonia Julia y Echarren är platt. Trakten runt Colonia Julia y Echarren är nära nog obefolkad, med mindre än två invånare per kvadratkilometer.. Närmaste större samhälle är Río Colorado, 7,3 km nordväst om Colonia Julia y Echarren.
Omgivningarna runt Colonia Julia y Echarren är i huvudsak ett öppet busklandskap.